# KkStB 64
Die Dampflokomotive kkStB 64.01 war eine Tenderlokomotive der kkStB, die ursprünglich von den Bukowinaer Lokalbahnen stammte.
Sie trug dort auch den Namen GOËSS.
Diese dreifach gekuppelte Tenderlokomotive wurde 1897 von Krauss in Linz geliefert.
Sie hatte Innenrahmen, Außensteuerung und Verbundtriebwerk.
Bei der kkStB wurde sie als 64.01 bezeichnet.
1912 wurde sie verkauft.
Während des Zweiten Weltkriegs kam sie zur Deutschen Reichsbahn.
1944 kam sie zur ČSD, bei der sie die Bezeichnung 313.701 bekam.
Sie wurde 1951 an Škoda verkauft.